# Замок Капдепера
Замок Капдепера (кат. Castell de Capdepera) — замок у містечку Капдепера, о. Мальорки, Іспанія. Споруджений у XIV столітті.
Стоїть на горі на північному сході острова за 2,5 км від берега протоки, який розділяє Мальорку і Менорку.

## Історія
У прадавні часи територія належала місцевим жителям, які селилися на схилах гір у цій місцевості. У Х столітті маврами тут було збудовано укріплення, від якої збереглась лише нижня частина вежі. У 1229 році укріплення зайняв король Арагона Хайме I. У 1231 році у вежі була підписана Капдеперська угода, за якою Менорка відійшла у володіння Хайме I. 1300 року Хайме II наказав збудувати тут фортецю і всередині стін фортеці заснував поселення. Спочатку планувалось 50 будівель різного призначення і 200 жителів. Таким чином Капдепера більше укріплене селище, ніж замок.
У 1342 році завершено будівництво стіни і воріт. Вежі добудували дещо пізніше. У 1386 році завершено будівництво веж. У XVI—XVII століттях острів регулярно страждав від набігів піратів. На цей період припадає розквіт поселення усередині стін. Наприкінці XVII століття поселення разрослось за межі фортеці. У XVIII столітті Бурбони реорганізували оборону острова. Населення залишило фортецю, переселившись у зручніші місця. У фортеці залишився лише гарнізон.
У 1789 році у фортеці населені лише 25 будинків. З 1818 року більше не ведеться служіння у церкві. У 1854 році гарнізон і губернатор залишили замок, з того часу у фортеці ніхто більше не живе. 1871 року відновлено службу у церкві. У 1983 році замок перейшов у володіння муніципалітету.

## Опис

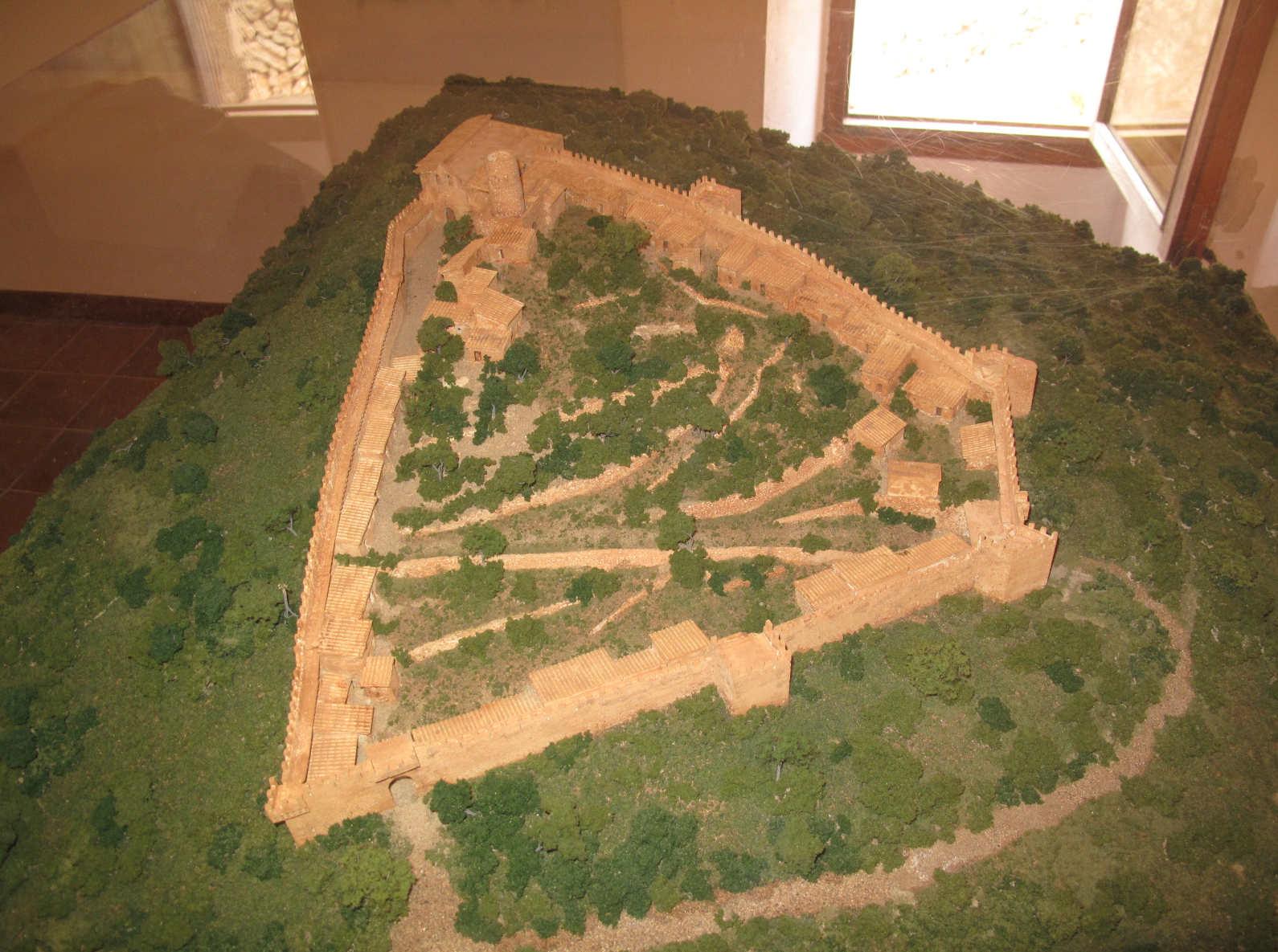
Макет замку

Фортеця стоїть на горі заввишки близько 130 метрів над рівнем моря у центрі півострова, який є крайньою північно-східною точкою острова. З гори проглядаються декілька найближчих бухт і затока між Мальоркою і Меноркою.
У плані фортеця має трикутну форму і займає верхню частину більш пологого схилу гори. Головна вежа (вежа Мігеля Нуніса), збудована ще маврами, знаходиться трохи нижче вершини. Нижня, найстаріша, частина її квадратна. На ній стоїть конічна верхня частина. Спочатку уся вежа була квадратною і вищою, ніж зараз. Конічна частина добудована у XIX столітті, коли на руїнах старої вежі спорудили млин.
У верхній, північній точці замку стоїть церква. У XIV столітті це була лише невелика каплиця, яка не прилучалась до верхнього кута фортеці. У XVI столітті каплицю розширили до церкви, присвяченій святому Іоану. У XVIII столітті церква набула нинішнього вигляду, її нова частина трохи виступає зі старих стін, утворюючи вежу, що фланкує східний і західний схили, а плоский дах використовувався як дозорний і артилерійський майданчик. Після повторного освячення у 1871 році церква отримала назву Віргін-де-ла-Есперанца.
Поряд із церквою знаходиться цистерна, споруджена у XIV столітті. Природних джерел води у фортеці немає. На східній стіні стоять дві вежі. Вежа Рога усередині і Вежа Дами у нижній частині. Ще три вежі укріплюють південну стіну. Туманна Вежа на сході, Вежа Короля Хайме на заході і Вежа Берегових жителів у центрі.
Спочатку головні ворота знаходились у вежі Короля Хайме. У XVII столітті між вежами Дами і Туманною на місці старої бокової хвіртки був збудований новий портал, який є головним входом. Над обома воротами, а також у вежі Рога є машикулі.
Із численних будинків, які колись стояли усередині фортеці, збірігся лише будинок губернатора XIX століття, а також так званий будинок Дами в однойменній вежі.